# Amelle Berrabah

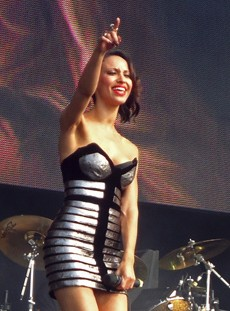
Amelle Berrabah bei einem Konzert (2011)

Amelle Sousa Berrabah (* 22. April 1984 in Aldershot, Hampshire) ist eine britische Sängerin und Songwriterin. Von Ende 2005 bis zur vorläufigen Auflösung 2011 war sie Mitglied der britischen Girlband Sugababes.

## Musikkarriere

### Sugababes
→ Siehe Hauptartikel: Sugababes
Berrabah besuchte die Academy of Contemporary Music in Guildford mit einem Stipendium. Zu der Zeit traf sie ihren Manager und gründete zusammen mit ihrer Schwester Samiya die Band Boo2. Der Manager der Sugababes wurde auf sie aufmerksam, als er sie bei einem Auftritt von Boo2 sah. Als Gründungsmitglied Mutya Buena die Sugababes Ende 2005 verließ, rief der Manager der Band Berrabah an und teilte ihr mit, dass sie die Möglichkeit habe, ein Teil der Sugababes zu werden. Sie nahm drei Songs auf, welche den verbliebenen Mitgliedern, Keisha Buchanan und Heidi Range, vorgespielt wurden. Wenig später wurde sie als neues Mitglied der Sugababes vorgestellt. Zusammen mit den Sugababes hatte sie bisher drei Top-10-Alben, einschließlich eines Nummer-1-Albums (Change) sowie acht Top-10-Singles, von denen zwei Platz 1 belegten (Walk This Way, eine Zusammenarbeit mit Girls Aloud, sowie About You Now). Im September 2013 wurde durch Bandkollegin Jade Ewen bekannt gegeben, dass sich die Sugababes bereits 2011 getrennt hatten.

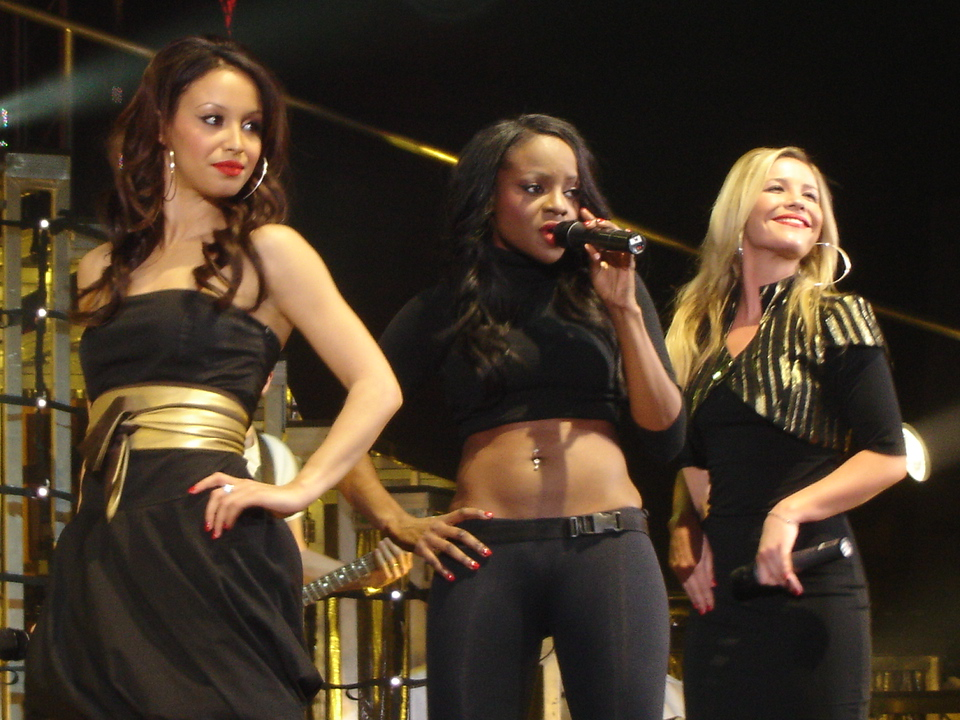
Sugababes im Hammersmith Apollo in London (2006)

### Solokünstlerin
Im Jahr 2009 erreichte ihre Zusammenarbeit mit dem Rapper Tinchy Stryder, der Song Never Leave You, sofort Platz 1 der britischen Singlecharts. Damit ist sie das einzige Mitglied der Sugababes, dessen Soloprojekt Platz 1 der Charts erreichte.
Anfang 2012 wurde berichtet, dass sie mit Aufnahmen zu ihrem ersten Soloalbum begonnen habe. Der Song God Won’t Save U Now, produziert von Pete Kirtley, welcher unter anderem schon mit den Sugababes an deren Album Taller in More Ways sowie mit Mutya Buena an deren Solodebüt-Album Real Girl arbeitete, und Sacha Collisson unter deren gemeinsamen Bühnennamen DBX, sollte im Jahr 2012 veröffentlicht werden. Eine Veröffentlichung war für September 2012 vorgesehen, wurde aber aus unbekannten Gründen gestrichen. Ende 2012 war sie auf der Single Ordinary Me des Rappers Mr. Bigz auf dessen Mixtape The Bigz Bang Theory zu hören. Am 19. August 2013 veröffentlichte sie die Single Love (Is All We Need), eine Zusammenarbeit mit dem DJ Adam J. Im September 2014 veröffentlichte sie mit Summertime eine weitere Single. Im selben Jahr nahm sie an der britischen Gymnastik-Show Tumble teil, wo sie den 5. Platz belegte. Im Sommer 2016 erschien der Song Testify, eine Zusammenarbeit mit der norwegischen Künstlerin K-Syran.

## Persönliches Leben
Berrabahs Eltern stammen aus Marokko. Sie hat vier Schwestern und einen Bruder.
Nachdem bekannt wurde, dass Keisha Buchanan die Sugababes verlassen hatte und die Band unter massivem Druck stand, ließ sie sich im Oktober 2009 in eine Klinik einweisen und drei Wochen behandeln, da sie unter einer heftigen nervlichen Erschöpfung litt.
Am 23. September 2010 wurde sie wegen Verdachts auf Trunkenheit am Steuer verhaftet, nachdem Nachbarn die Polizei gerufen hatten. Sie wurde von einem Gericht schuldig gesprochen und erhielt ein 14-monatiges Fahrverbot sowie eine Geldstrafe von 2000 £. Sie wurde außerdem am 2. September 2011 wegen eines Angriffs auf eine Person erneut verurteilt. Sie wurde unter der Bedingung freigelassen, dass sie 250 £ Schmerzensgeld an ihr Opfer bezahle.
Am 3. November 2014 heiratete sie Marcio Sousa Rosa, mit dem sie sich sechs Tage zuvor verlobt hatte. Die Trennung erfolgte im November 2015.

## Diskografie

### Als Solokünstlerin
| Jahr | Titel           | Höchstplatzierung, Gesamtwochen, AuszeichnungChartsChartplatzierungen (Jahr, Titel, Platzierungen, Wochen, Auszeichnungen, Anmerkungen) | Anmerkungen                                                      |
| Jahr | Titel           | UK | Anmerkungen                                                      |
| ---- | --------------- | --- | ---------------------------------------------------------------- |
| 2009 | Never Leave You | UK1 Gold · (14 Wo.)UK | Erstveröffentlichung: 2. August 2009 Tinchy Stryder feat. Amelle |